# السبات العميق
السبات العميق (بالإنجليزية: The Big Sleep)‏ رواية بوليسية نشرت عام 1939. وهي أول روايات الكاتب الأمريكي رايموند تشاندلر، أحد رواد الرواية البولسية الإنجليزية. تحولت الرواية إلى فيلم سينمائي مرتين في عام 1946 و1978. ووضعت في عام 1999 بقائمة (كتب القرن المائة) المنشورة من قبل جريدة الوموند الفرنسية، وجاءت في المرتبة 96.

## روابط خارجية
- السبات العميق على موقع الموسوعة البريطانية (الإنجليزية)